# مچیج فریموت
مچیج فریموت (انگلیسی: Maciej Freimut؛ زادهٔ ۲۴ فوریهٔ ۱۹۶۷) قایقران کایاک، و قایقران کانو اهل لهستان است.